# Pham
Pham (właściwie Dawid Pham Ngoc, ur. 18 maja 1994 w Nysie) – polski producent muzyczny, remikser i DJ pochodzenia wietnamsko-polskiego.

## Życiorys
Pham Ngoc wychował się i spędził młodość w miejscowości Morów pod Nysą. Jego ojciec, Cuong, pochodzi z Wietnamu, a matka, Aneta, jest Polką. Pierwsze eksperymenty z produkcją muzyki rozpoczął już jako nastolatek, jednak pierwsze produkcje muzyczne zaczął wydawać na początku 2014 roku. Jego największym sukcesem muzycznym okazał się singiel Movements, który rozsławił młodego polskiego producenta zwłaszcza w Stanach Zjednoczonych. Na portalu SoundCloud utwór został już odtworzony niemal 15 milionów razy. W 2016 roku ukazała się także pierwsza współpraca Polaka z zagranicznym producentem - utwór Squaad, który powstał razem z innym młodym producentem alternatywnej muzyki elektronicznej, Szwedem o pseudonimie Filip. Obecnie kariera Phama nabiera rozpędu za pomocą zwłaszcza wydanej ostatnio Movements EP, w której poza odświeżoną wersją tytułowego, znanego już wcześniej utworu oraz kolaboracją Squaad pojawiło się kilka nowych nagrań utrzymanych w klimatach future bass i alternative hip-hop. Wielu w brzmieniach Polaka zauważa inspirację najsłynniejszym twórcą alternatywnej muzyki elektronicznej z pogranicza future bass, indie dance i trip-hopu - Flume'a i uważa go za pierwszego polskiego producenta tworzącego z sukcesami ten typ muzyki, który dotąd największą popularność zdobył w Australii, Wielkiej Brytanii i Stanach Zjednoczonych.
Ścieżka dźwiękowa z remiksu Phama do utworu Flume'a - Ezra, została użyta w singlu polskiego rapera DEYS w utworze Sajko'.

## Dyskografia

### Single
- 2015: Panorama
- 2015: Angelina (oraz Josh Pan)
- 2015: Blackouts
- 2015: Controls (gościnnie: Lox Chatterbox)
- 2015: IWU
- 2015: Movements (gościnnie: Young Fusion) – diamentowa płyta w Polsce[2]
- 2015: Way Out
- 2015: Holding On (gościnnie: Anuka)
- 2016: Squaad (oraz Filip)
- 2016: Trompki
- 2016: Wants and Needs (gościnnie: Mr. Nickelz oraz Tribes)
- 2016: Off the Chair (gościnnie: Mayowa)
- 2016: My Way (gościnnie: Malcolm Anthony)
- 2016: Talk to Me (gościnnie: Anuka)
- 2016: uberPOP (Otsochodzi, gościnnie: Gedz i Pham)
- 2016: Sleep Well
- 2017: Below the Surface (gościnnie: Blanda)
- 2021: Overthinking

### Produkcje
- 2015: Tymin x KID - Wampiry (instr. Pham)
- 2016: Anuka - Colorblind (prod. by Pham)
- 2016: Kartky & Emes Milligan - Nie Wiń Nas (prod. by Pham)
- 2017: Quebonafide featuring PlanBe, Szopeen - Noc w noc (prod. Pham)
- 2018: Taconafide - Mleko & Miód (Muzyka: Pham)
- 2019: Taco Hemingway - SANATORIUM feat. Dawid Podsiadło, Rosalie. (prod. Pham)
- 2021: Seven Phoenix, Pham – „For U”
- 2021: Seven Phoenix, Pham i Vito Bambino – „Późne popołudnie”
- 2021: Tymek – „Myszka Miki”
- 2022: Seven Phoenix, Pham – „Aeiou”

### Remiksy
- 2014: Kendrick Lamar - Swimming Pools (Pham Flip)
- 2014: ZHU - Faded (Pham Flip)
- 2015: Jeremih - Fuck You All The Time (Pham Flip)
- 2015: Hatch - New Direction (Pham Remix)
- 2015: Xxanaxx - Give U The World (Pham Rework)
- 2015: Fwdslxsh - 4 U (Pham Flip)
- 2015: Stwo - Eden (Pham Flip)
- 2015: Azealia Banks - Chasing Time (Pham Flip)
- 2015: Flume - Ezra (Pham Flip)
- 2015: A. G. Cook - Beautiful (Pham Flip)
- 2015: Danny Brown - I Will (Pham Flip)
- 2015: Steve Aoki - Home We'll Go (Pham Remix)
- 2016: Louis The Child feat. K.Flay - It's Strange (Pham & Filip Remix)
- 2016: Flapo feat. Jenni Potts - Dear Neighbor (Pham Remix)
- 2016: Kamp! - Range Rover (Pham Remix)
- 2016: Danny Brown - Blunt After Blunt (Pham Remix)